# Stadt in Litauen

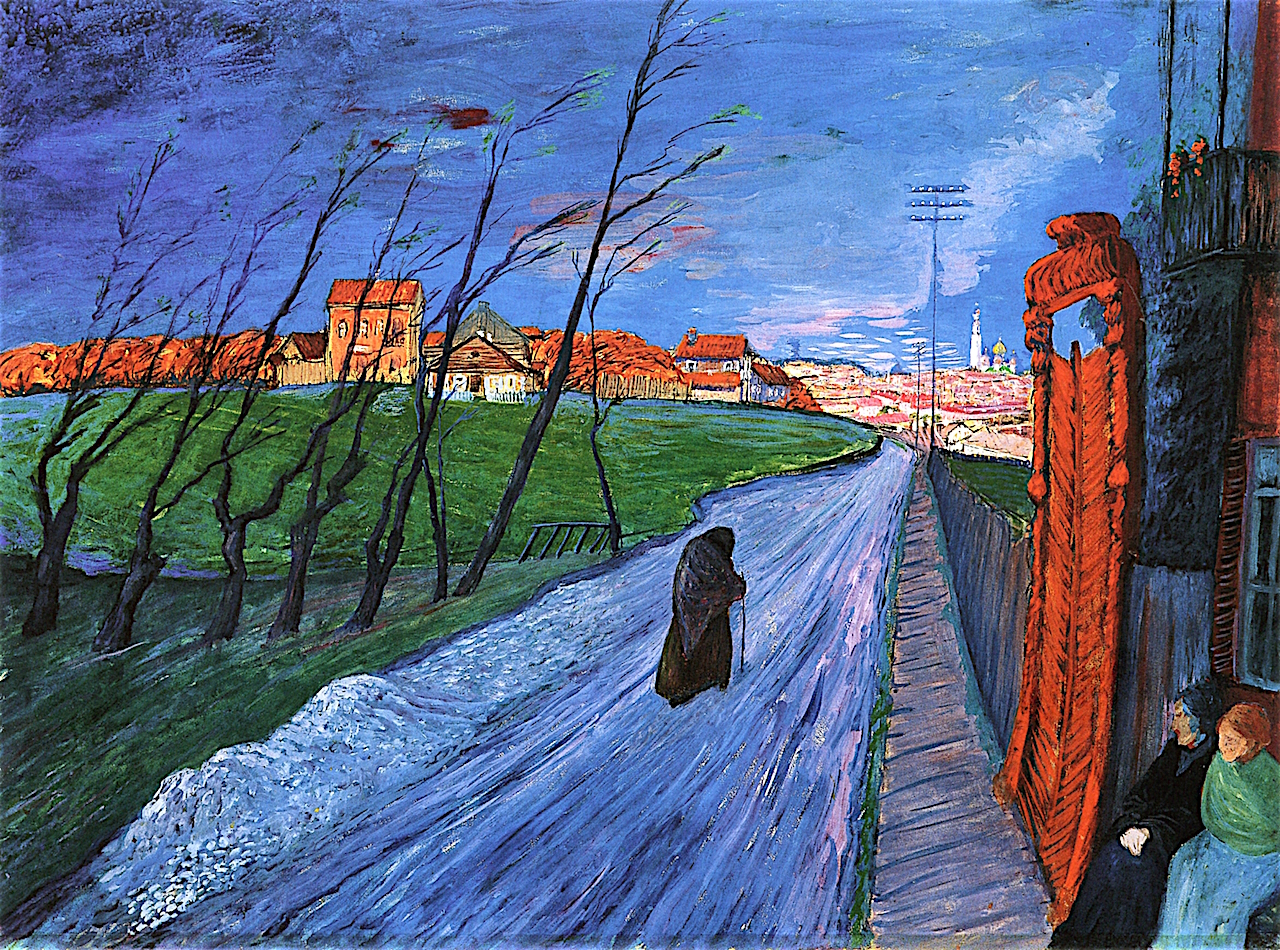
Marianne von Werefkin: Stadt in Litauen. Tempera 1910

Stadt in Litauen ist der Titel eines Gemäldes, das die russische Künstlerin Marianne von Werefkin 1910 malte. Das Werk gehört zum Bestand der Fondazione Marianne Werefkin (FMW) in Ascona. Es trägt die Inventar-Nummer FMW-0-0-30. Die dazugehörige Skizze, eine bunte Gouache, befindet sich ebenfalls in der Sammlung der FMW im Skizzenbuch mit der Inventar-Nummer FMW  b/15.

## Technik und Maße
Bei dem Gemälde handelt es sich um eine Temperamalerei auf Karton, 56 × 75,5 cm. 

## Ikonografie
Wie so oft bei Werefkins Gemälden beinhaltet auch dieses Bild Andeutungen und geheimnisvolle Symbole, die bisweilen schwer zu deuten sind. Eindeutig ist zumindest, dass die Malerin durch die Betonung der „Nichtfarben“   Schwarz und Weiß   einen Bezug zwischen der schwarz gekleideten Frau auf dem Weg und dem hohen weißen Turm rechts am Horizont herstellte. Andere Farben, da sie durch die Malerin nicht klar artikuliert wurden, spielen ganz offensichtlich keine besonderen Rollen. 
Dem Schwarz und Weiß ähnlich, erzeugte Werefkin einen weiteren Zweiklang im Bild, nämlich den von Licht und Schatten. Während die Stadt mit dem weißen Turm besonnt aufleuchtet und Heiterkeit verbreitet, vermittelt der übrige Teil des Bildes beklemmende Trostlosigkeit, als sei er von Wolken verschattet. Auf dem schmucklosen Wiesengelände strecken tote Bäume ihre spindeldürren, blattlosen Äste gen Himmel. Auf dem, wie vereist wirkenden Weg, bewegt sich die alte Frau, auf einen Stock gestützt, mit großen Schritten voran. Ihr Ziel ist – das suggeriert die Künstlerin mit ihrer Malerei – gewisslich die Kirche mit den roten und goldenen Kuppeldächern.
Von dem Weg getrennt, schildert Werefkin zwei ebenfalls alte Frauen am rechten unteren Bildrand. Regungslos hocken sie auf einer Bank im Schatten eines größeren Besitztums und schauen apathisch der Passantin auf dem Weg nach. Ein reich geschnitztes Holztor, das verschlossen ist, ergänzt die Szene. Sie kann nicht erklärt werden, bleibt rätselhaft.

## Vievis

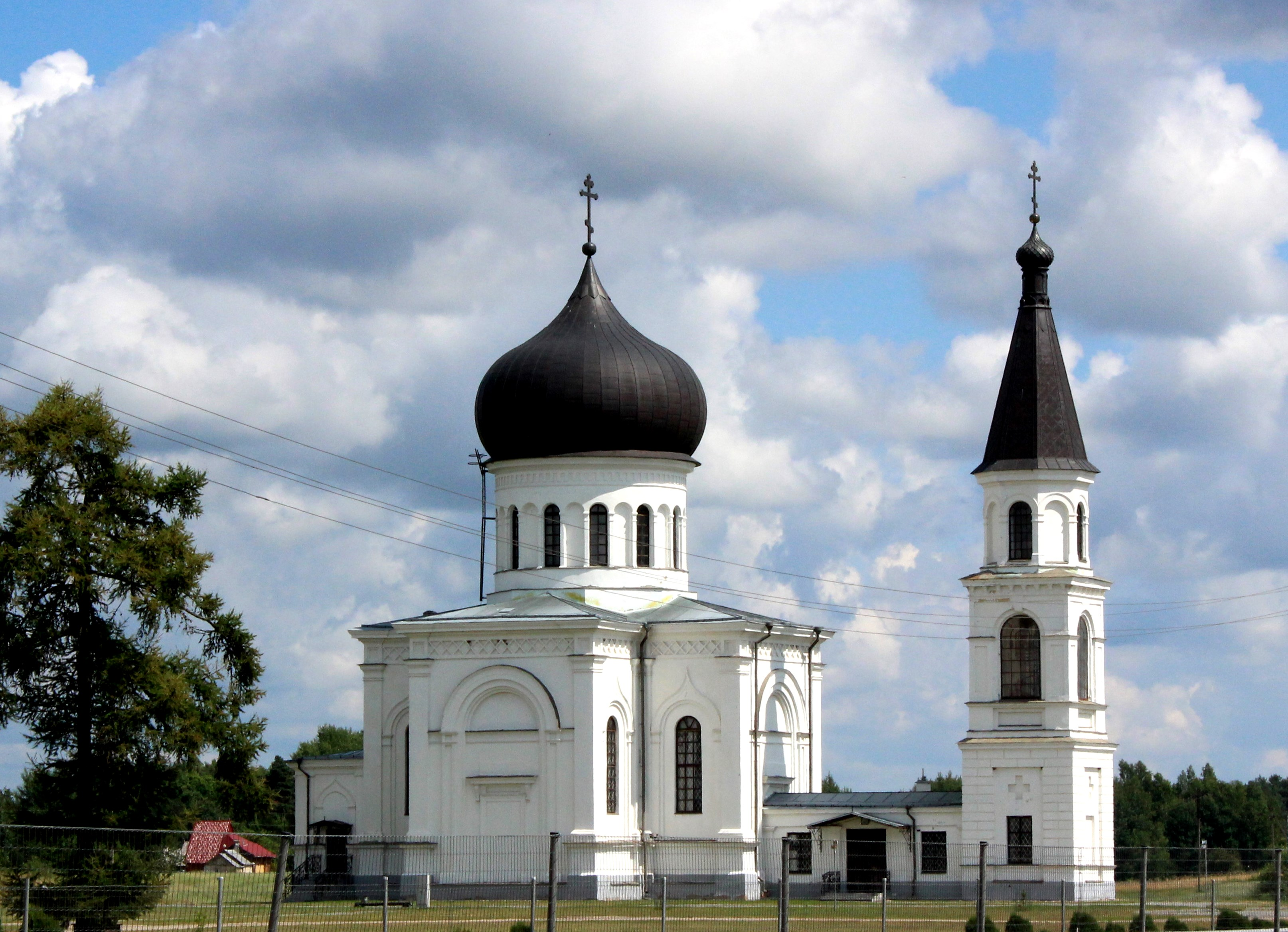
Orthodoxe Kirche in Vievis

Die „Stadt in Litauen“ gehört zu einer Gruppe von Gemälden, die 1909 und 1910 in Litauen entstanden, als Werefkin nach der ersten Ausstellung der Neuen Künstlervereinigung München alleine, ohne Jawlensky, nach Litauen gereist war. Sie lebte bis Ostern 1910 bei ihrem Bruder Peter in Kaunas, der dort damals Gouverneur war. 
Während eines Vortrags am 23. Mai 2007 im kunsthistorischen Institut der Universität in Vilnius entdeckten ortskundige Teilnehmer, dass Werefkin in ihrem Gemälde mit der anonymen Bezeichnung „Stadt in Litauen“, die Stadt Vievis darstellte, die etwa auf halbem Wege zwischen Vilnius und Kaunas liegt. 
Bei der Kirche am rechten Horizont handelt es sich um die orthodoxe Kirche Mariä Himmelfahrt von Vievis, die 1842–1843 errichtet wurde, nachdem deren Vorgängerin von Napoleons Grande Armée 1812 durch Feuer zerstört worden war. Der Vergleich der heutigen Kirchenanlage von mit der auf dem Gemälde zeigt, dass jene die Werefkin sah, prächtiger war. Sie malte sie ausgestattet mit roten und goldenen Kuppeldächern und einem einer Landmarke ähnlichen, sehr hohen weißen Turm. Somit erweist sich Werefkins Darstellung als interessantes Zeitdokument, denn die ehemalige Kirche wurde während des Ersten Weltkrieges wiederum schwer beschädigt. Danach wurde sie in einfacherer Form wiederaufgebaut und konnte 1923 geweiht werden.